# Kostel svatého Jakuba (Banská Bystrica)
Kostel svatého Jakuba je římskokatolický kostel v Banské Bystrici v městské části Jakub.
První počátky kostela sv. Jakuba se datují již od poloviny 14. století. Stavba je nejstarším objektem Jakubské obce, která od nepaměti tvořila příměstskou část současného krajského města Banské Bystrica a je jí až do dnes. Celé okolí Banské Bystrice bylo ve středověku úzce spojeno s výskytem nerostného bohatství a jeho těžbou, město bylo dlouho velmi přitažlivou doménou místních, či zahraničních obchodníků, těžařů, kteří sem vysílali obyčejné lidi, dělníky za prací. Jelikož Bystrica neustále prosperovala, postupem času se stala významnou obchodní křižovatkou a s vývozem vytěženého materiálu a nerostných surovin, především mědi, hovoří se o tzv. frekventované důlní silnici táhnoucí se směrem na sever, napříč obcemi Jakub, Kostiviarska, Špania Dolina.
Velký důraz na význam křesťanství ve středověku způsobil, že cestující, horníci a dělníci, putující napříč Bystricí měli tendenci během své cesty navštívit místní kaple, pomodlit se, prosit o ochranu. Jednou z těchto malých sakrálních staveb byl právě kostel sv. Jakuba nacházející se v obci Jakub vzdálené pár kilometrů od Banské Bystrice.

## Název
Symbolika názvu stavby se spojuje se jménem apoštola Jakuba Staršího, Ježíšova důvěrníka. Jakub se narodil v izraelské Betsaidě v židovské zámožné rodině, živící se především rybolovem. V dětství dostal dobrou výchovu, na tehdejší dobu nadprůměrné vzdělání a znalost řemesla. Po následném povoláni samotným Ježíšem se z Jakuba stal jeho spolehlivý důvěrník a spoluputovník, za což byl však později pronásledován až do Jeruzaléma a popraven. Podle legendy cestou na popraviště vyléčil muže, který se svíjel v bolestech. Jeho skutek způsobil procitnutí u jednoho z katů, který si v tom momentě klekl na kolena, rozplakal se a vyznal z křesťanství. Na místě, kde byl popraven, křesťané vybudovali na jeho počest chrám sv. Jakuba, který se tehdy stal na dlouhá století patronem a ochráncem, ke kterému směřovaly modlitby věřících.

## Historie stavby
Prameny se zmiňují o kostele již v 20. letech 14. století, tedy přibližně v době založení samotné obce, která byla právě po zmiňovaném kostele pojmenovaná. Původní forma kostela se značně lišila od té současné, jelikož prošla několika zásahy jednak stavitelskými, ale také demoličními. Původní půdorys kostela ze 14. století tvořila loď ukončená čtvercovým presbytářem. Přibližně o půl století později se k moci v Zvolenské stolici dostal župan Donč, který se podílel na výstavbách a rekonstrukcích středoslovenských hradů. Dal presbytáři kostela současnou polygonální podobu opláštěného osmiúhelníku vyztuženého kamennými pilíři.
Začátek další významnější a výraznější přestavby kostela se datuje do první poloviny 15. století, konkrétně do roku 1413, kdy Banskou Bystrici navštívil biskup Benedikt, vikář ostřihomského arcibiskupa Jana III., který udělil kostelu odpustky, a následně v roce 1473 jiný ostřihomský vikář Michal Milkoviensis, který obdařil kostel dalšími odpustky. Dotace a možnost přestavby kostela byly zajištěny celkovou prosperitou Bystrice díky těžebnímu průmyslu, tj. založením Thurzovsko-fuggerovské společnosti. Na přestavbě se podílel hlavně Michal Konigsberg, štědrý donátor a těžař, pocházející přímo z Banské Bystrice, přičemž přestavba trvala až do roku 1516.
Součástí tehdejší podoby kostela byla předsíň připojena k jižní fasádě kostela, která pravděpodobně sloužila charitativním účelům.
V 17. století, v době vzniku stavovských povstání proti centralizované moci Habsburků, do nichž byly zapojeny i četné výboje Turků, se Slovensko díky své poloze nevyhnulo nepokojům, právě naopak. Právě v té době byl kostel opevněn kamennou zdí s otvory pro střílny.

## Architektonický popis

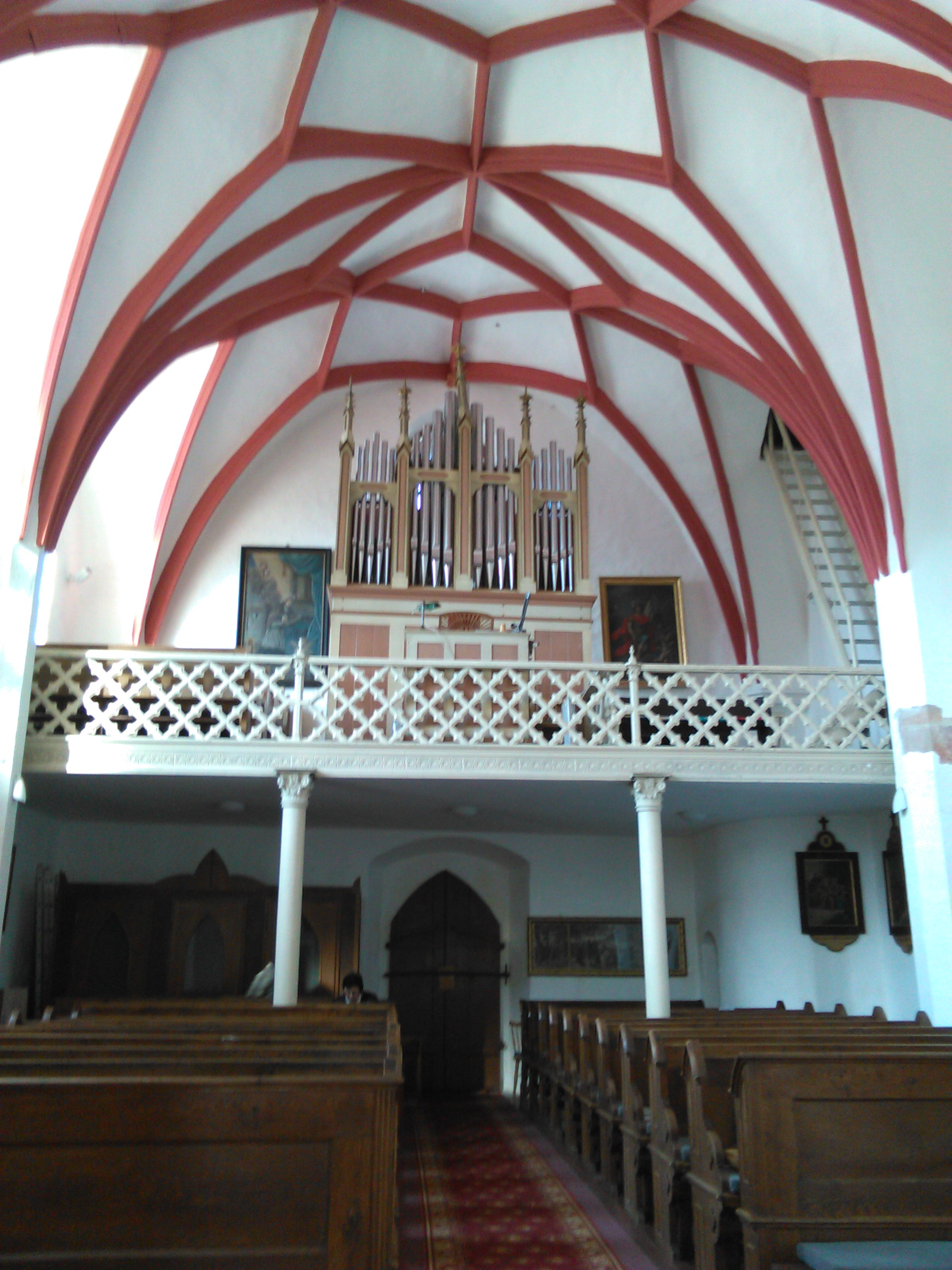
Interiér

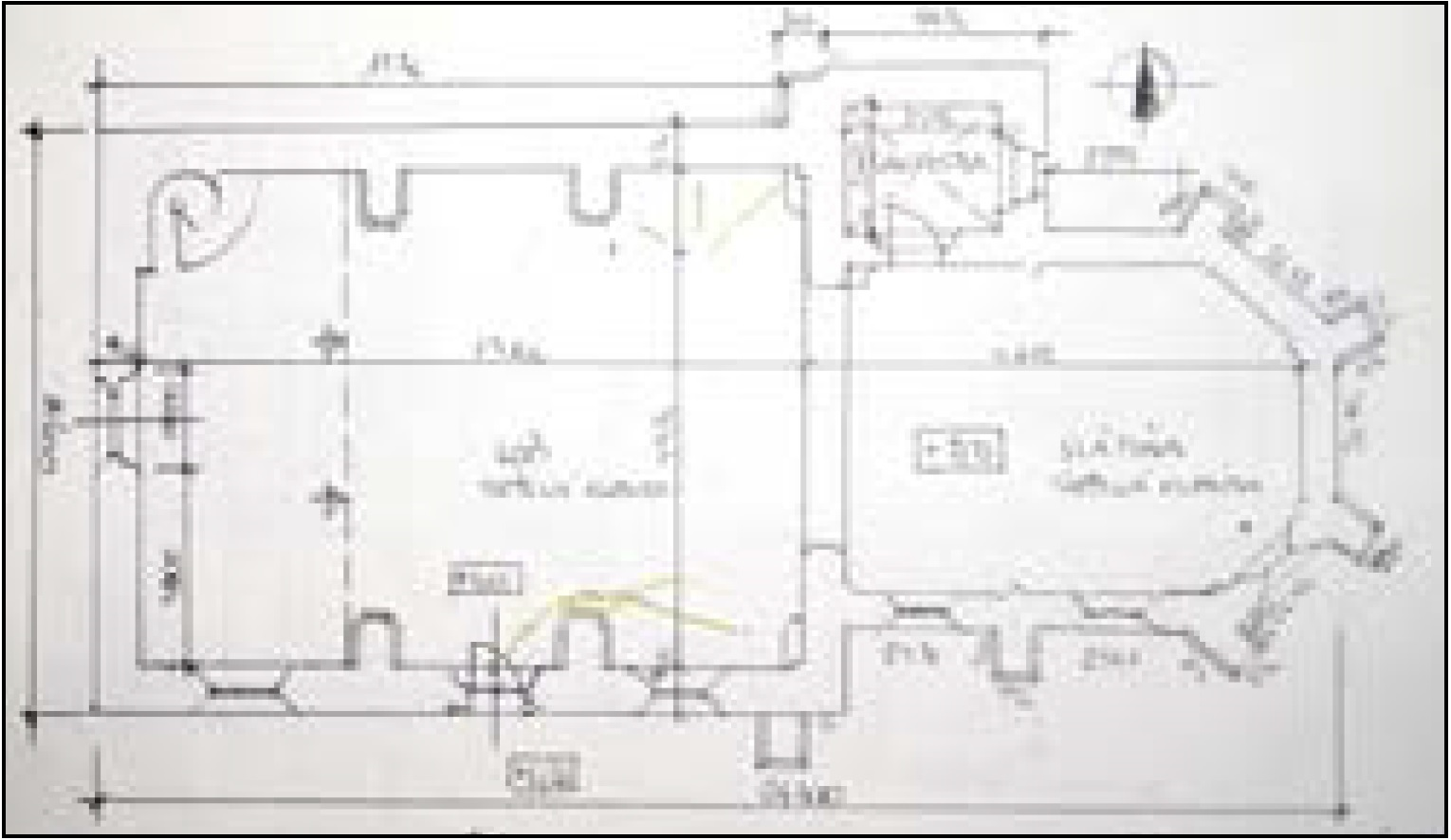
Půdorys

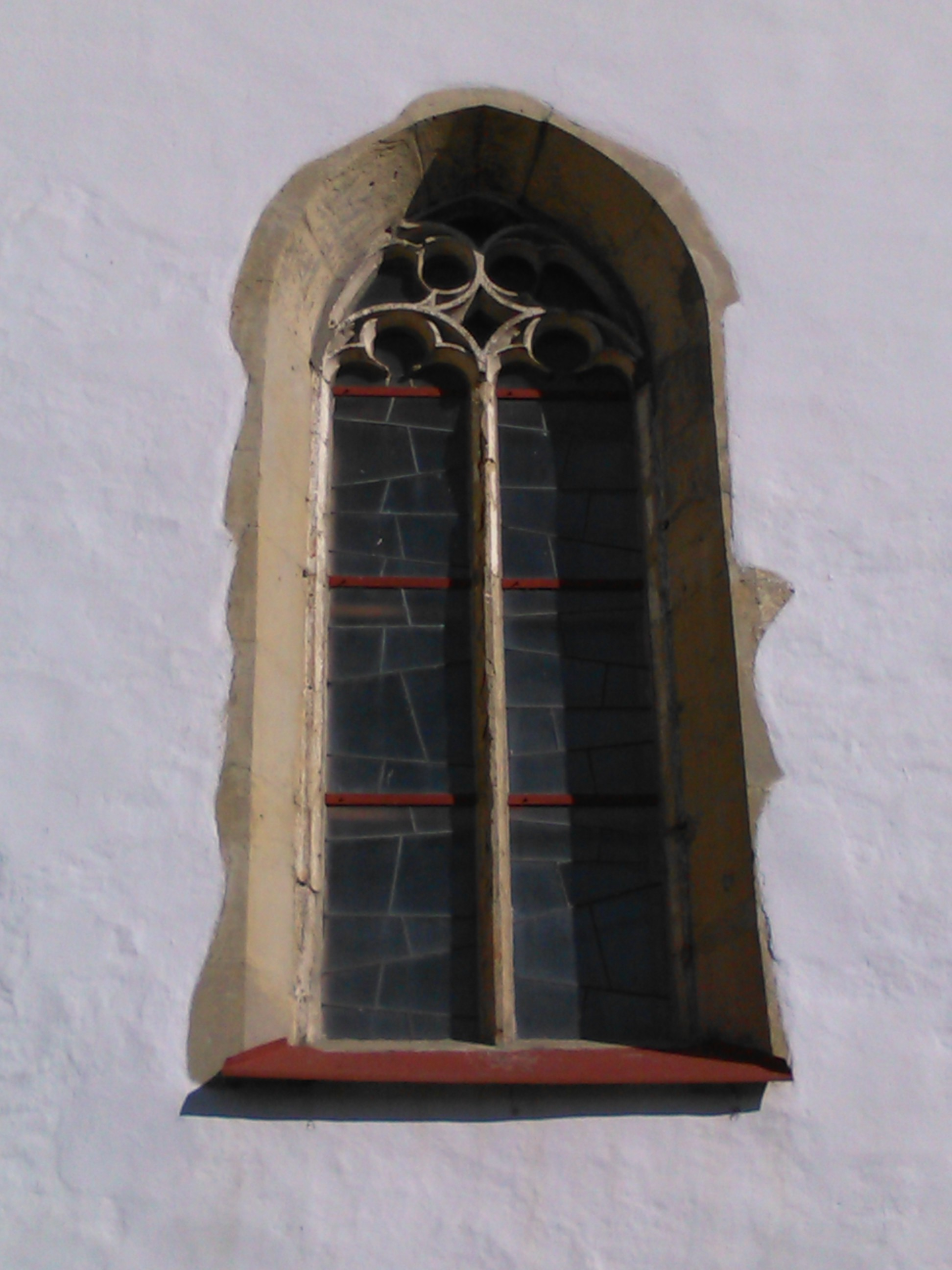
Okno jižního průčelí

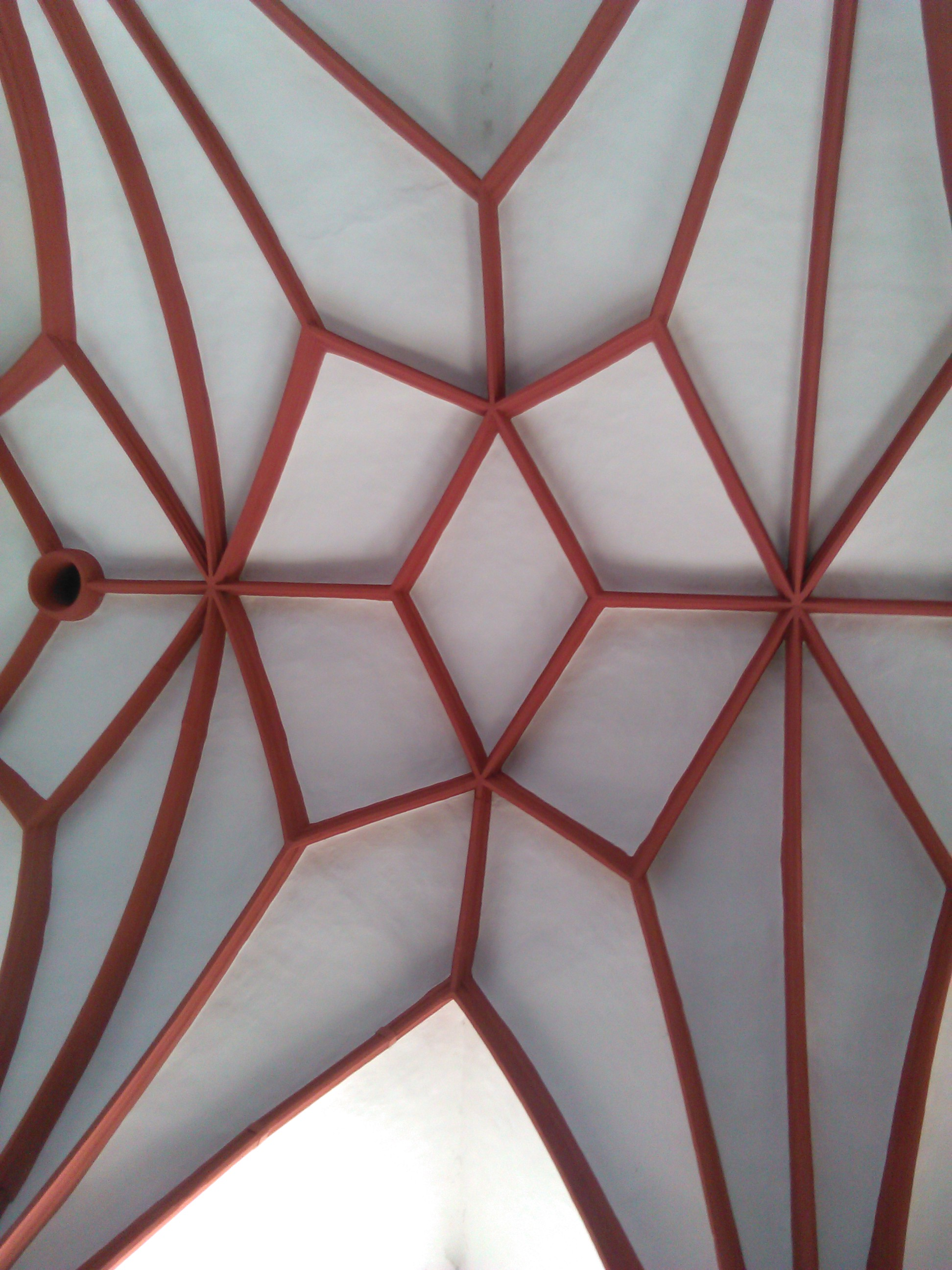
Klenba hlavní lodě

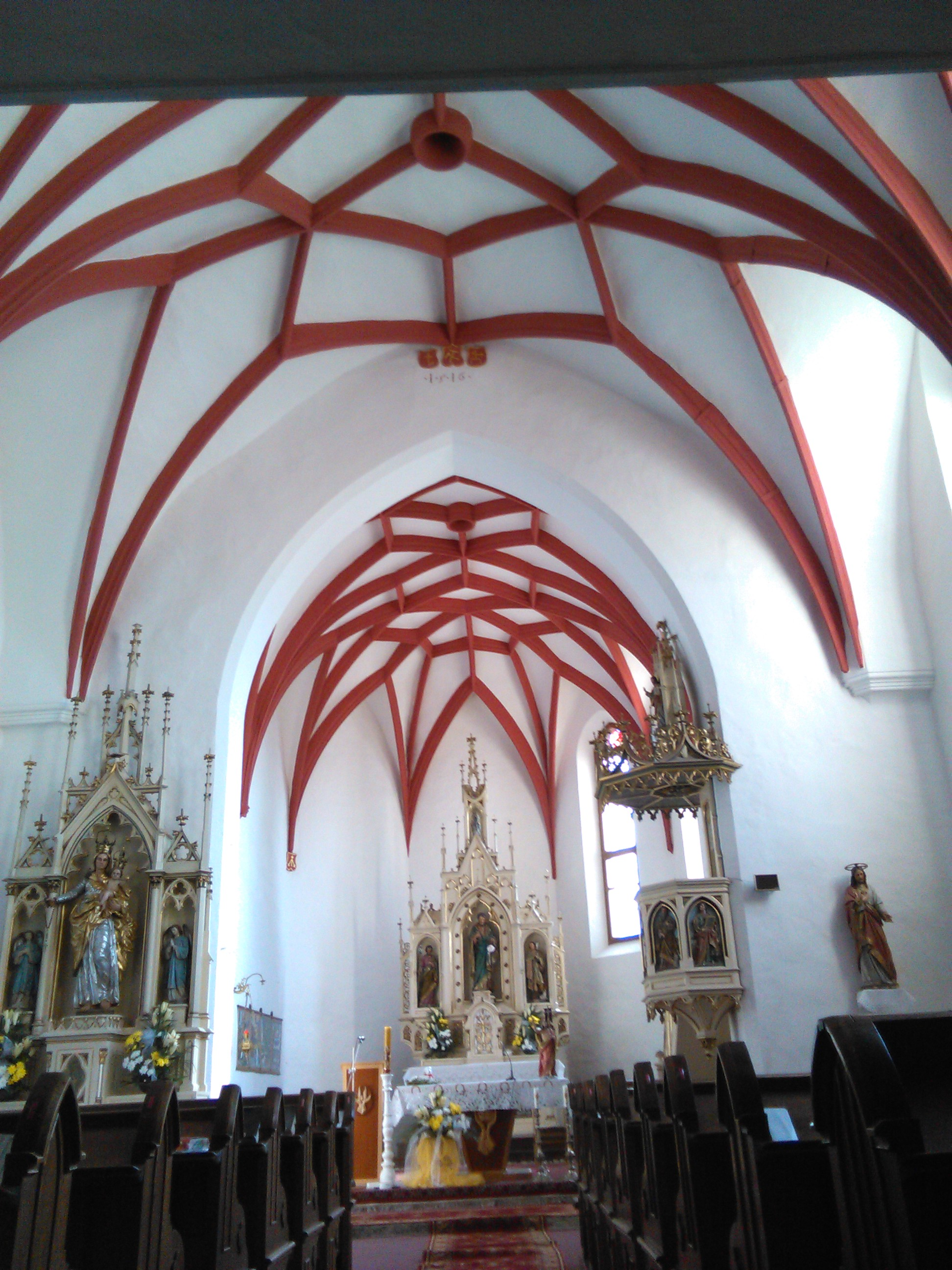
Pohled na sakristie

V porovnání s jinými objekty ze stejného období se stavba objemově považuje za malou. Její velikost je samozřejmě možné vysvětlit odvíjející se od funkce, nakolik obec Jakub nikdy nedisponovala velkým počtem obyvatelstva, a tedy jiný, větší rozměr objektu nebyl nutný.
Co se týká umístění v rámci obce, kostel je situován přibližně v centru, což předpokládá dobrou dostupnost a přístup. Základním principem kostela je polygonální osmiúhelníková apsida orientovaná směrem na východ, připojená k hlavní lodi obdélníkového půdorysu.
Centrální prostor kostela (loď) má dva vstupy, v západním a jižním průčelí. Portál na západní straně má tvar klasického pozdně lomeného oblouku. Je zdoben dvěma vyžlabenými pruty, překříženými v ose zalomení oblouku. V rámci materiálového řešení je využit kámen, tak jak je tomu i u jiných částí kostela.
Druhý portál, zasazený v jižním průčelí, je také kamenný, má hranolovitý tvar se zaoblenými rohy, zdobený dvojicí prutů. Pruty, obíhající po jeho obvodu se v místě zaoblení základního tvaru větví na dvě části, které procházejí vodorovně s vrchním lemem portálu. Osově souměrně se zpětně setkávají v místě zaoblení. Pruty, lemující svislou hranu vstupu, jsou po zaoblení rámu přerušeny, následně se znovu objevují podle osové souměrnosti na druhé straně portálu, čímž je vytvořen souměrný hranolovitý výřez.

### Hlavní loď
Hlavní loď, dlouhá přibližně 14 metrů a vysoká 8,6 m je podepřena šesti vnitřními a dvěma vnějšími pilíři, které plní statickou funkci přenosu zatížení klenutého stropu. Postupujíce směrem od západu, na severní stěně jsou klenbová žebra nesena profilovanými nábežníky, které jsou následně osazeny na zmiňovaným pilířích, přibližně ve výšce pěti metrů. Ve střední části lodi, kde se nacházejí dva vnitřní pilíře na každé straně, žebra navazují na pilířové nosný systém přibližně ve stejné výši, zmíněných, pěti metrů, bez nábežníků, přípor či konzolí. V místě ukončení lodě a napojení apsidy se opakuje řešení ze západní části a tedy, žebra jsou osazeny na nábežnících. Loď je zaklenuta charakteristickou hvězdicovitě síťovou klenbou s vloženými mezipolemi v trojité návaznosti. Klenbu tvoří žebra se dvěma typy profilů, jednoduchým hranolovitým a hranolovitá s dvojitým vyžlabením. Osvětlení centrálního prostoru je zajištěno sedmi okny, přičemž čtyři z nich z nich se nacházejí na západním průčelí nad, již zmíněným, lomeným obloukovitým portálem, ostatní tři jsou umístěny na jižní straně kostela.
Okna jižního průčelí jsou umístěny rovnoměrně vzhledem na jižní fasádu lodi. Všechny tři mají tvar lomeného oblouku, přičemž špičky zalomení jsou v jedné vodorovné linii. Jejich dalším společným znakem je vnitřní struktura, tj. členění prostřednictvím bifory a zdobnost kružbou. Při detailnějším prozkoumání zjišťujeme, že se však okna navzájem právě tímto dekorem jemně odlišují. Okno vsazené do zdi nejblíže západnímu průčelí zabírá nejmenší plochu, protože respektuje výšku kruchty, druhého podlaží, tedy je umístěno ve větší výšce. Kromě zmíněné bifory, v místě spoje na ose okna se nachází čtyřcípá hvězdice, ze které se vinou dva oblouky navzájem protínající se, a následně spojující se v zalomení oblouku.
Druhé a třetí okno jsou rozměrově identické, obě s biforou, zatímco na druhém okně je nad trojlistem vsazen uzavřený kruh, jehož obloukovitý dekor je středově symetrický. Třetí okno má nad trojlistem čtyřcípou hvězdici, nad kterou se spojují laloky.
Celá severní stěna lodi je plná, bez jakýchkoliv otvorů či oken.

### Presbytář
Na loď z východní strany navazuje presbytář, vysoký zhruba 8 metrů, s trojitým polygonálním závěrem, jehož průměr je o něco menší než šířka lodě. Navíc je konstrukčně oddělen, čímž se pomyslně uzavírá a chrání sakrální prostor s oltářem. Na presbytář je z vnější strany v místech styku jednotlivých polygonů napojených pět opěrných pilířů, do kterých je sveden tlak klenby. Hvězdicovitý klenbový vzorec je identický se vzorcem centrální části, poměr opakujících se jednotlivých polí klenby v apsidě vzhledem k loď je 1:3.
Prostor presbytáře prosvětlují tři okna, umístěná na jižní straně, a tak jak si lze všimnout při struktuře lodi, severní strana zůstává plná.
V porovnání s okny zmíněné lodě, okna jsou identické, význačná vertikalitou a větším poměrem výšky ke své šířce, plošně však jednoznačně menší. Posazené jsou v jedné horizontální linii, která se však nachází o něco níže než linie spodního lemu druhých dvou oken centrální lodě. Co se týče dekoru, jsou podstatně jednodušeji zdobené, což dokazuje, že presbytář pochází ze staršího období, než zbytek stavby. Tento fakt potvrzují také historické záznamy a písemné prameny. Okna nejsou osově členěna biforou,jsou zdobeny dvojitým půlobloukem, na který navazuje čistá, jednoduchá kulatá kružba bez dekoru.

### Sakristie
Na severní straně kněžiště, v části rovnoběžné se severní stěnou lodě se nachází vstup do sakristie.
Sakristie má obdélníkový půdorys, je klenutá křížovou klenbou a v současnosti je zastřešená pultovou plechovou střechou, přičemž není přístupná jiným způsobem než ze zmiňované apsidy. Její jediný kontakt s exteriérem tvoří malé okénko tvaru lomeného oblouku s ostěním bez výrazného dekoru.

### Kruchta
Kruchta, tj. chór, přistavěná k lodi kostela v pozdějším období, je přístupná z hlavní lodi původním točitým strmým kamenným schodištěm nacházejícím se v severním rohu západní stěny kostela. Plošně zabírá toto druhé podlaží zhruba třetinu plochy lodi a je neseno dvěma sloupy rovnoměrně rozmístěnými v pravoúhlém směru k její ose. Sloupy mají antikizující charakter, což dokazují proporce sloupů (jejich štíhlostí) a způsob vegetabilních dekorů hlavice, která silně připomíná korintský sloh. Sloupy mají kulatý průřez, jsou hladké bez kanelury, jejich hlavici tvoří tři řady zkroucených akantových listů a jsou ukončeny hranolovými profilovanými nábežníky. Při čelním pohledu směrem z apsidy, sloupy spolu s profilem konstrukce druhého podlaží tvoří antickou idylu sloupu nesoucího kladí. Bezpečnost pohybu na druhém podlaží vytváří pozdněgotické zábradlí se čtyřlistým dekorem, které je neseno dvěma sloupky, nacházejícími se v osách sloupů podpírajících kruchtu. V úrovni chóru, druhého podlaží se nachází okno posazené centrálně přesně na ose západního průčelí. Zajímavostí je že jako jediné nemá tvar lomeného oblouku. Osově je členěno úzkým sloupkem, čímž vzniká tzv. bifora, obě tyto části jsou ukončeny trojlisty v místě jejich střetu se na ose okna začíná svislým směrem nahoru vinout obloukovitý lalok, ukončený až při ostění, zdobený dvěma horizontálně posazenými půloblouky .
Výše, asi 1,3 metru nad ním, ve štítu sedlové střechy, prosvětlují úroveň konstrukce dřevěného krovu nad zaklenutým stropem, tři kulatá jednoduchá okénka o průměru přibližně 40 cm, rozmístěná v jedné horizontální linii, symetricky vzhledem na šířku štítu. Právě z podkroví je přístupná hranolovitá dřevěná věž, sahající do výšky 13 metrů, zastřešená třístupňovou plechovou střechou.

### Vybavení
V kostele se nacházejí dva oltáře, oltář sv. Jakuba a oltář Panny Marie. Hlavní oltář sv. Jakuba je v místě presbytáře, vedlejší je otočený čelně k chóru, umístěný přímo před apsidou na severní straně lodi. Oba jsou však pouze replikami ze 20. let 19. století, zatímco originál oltáře sv. Jakuba byl převezeny do Ostřihomi a originál oltáře Panny Marie do farního kostela v Banské Bystrici. Pohled na hlavní oltář vytváří dojem pohledu na zmenšeninu trojlodí katedrály. V každé ze tří lodí je umístěna plastika, přičemž v centrální části je zobrazen právě sv. Jakub. Nad ní je se nachází slepá kružba zdobená kraby, nad všemi třemi částmi jsou fiály. Celý oltář je laděn do světlých barev, využívá jemný zlatý dekor.
Na levoboku se nachází pozdněgotická dřevěná kazatelna, zdobená plastikami evangelistů, polychromovaná dřevořezbami a fiálami se zlacenými kraby na zvukové stříšce.

## Závěr
V současnosti kostel sv. Jakuba spadá pod farnost Uľanka. Kromě využití pro tradiční bohoslužebné a náboženské účely je také významnou kulturní-historickou a turisticky přitažlivou památkou.